# Laccopetalum giganteum
Laccopetalum giganteum är en ranunkelväxtart som först beskrevs av Weddell, och fick sitt nu gällande namn av Ulbrich. Laccopetalum giganteum ingår i släktet Laccopetalum och familjen ranunkelväxter. Inga underarter finns listade i Catalogue of Life.